# Deropeltis atra
Deropeltis atra es una especie de cucaracha del género Deropeltis, familia Blattidae.

## Distribución
Esta especie se encuentra en Sudáfrica, Malaui, Zimbabue y Namibia.